# Clément Dufour
 (février 2018).
Si vous disposez d'ouvrages ou d'articles de référence ou si vous connaissez des sites web de qualité traitant du thème abordé ici, merci de compléter l'article en donnant les références utiles à sa vérifiabilité et en les liant à la section « Notes et références ».
Clément Dufour est un flûtiste français né à Versailles en 1987.
Lauréat du conservatoire de Rueil-Malmaison puis du Conservatoire national supérieur de musique et de danse de Lyon, il a remporté plusieurs prix internationaux et en particulier le premier grand prix du concours international de flûte Jean-Pierre Rampal en 2005.
Depuis février 2017, il est flûte solo de l'Orchestre national de Lille.